# Olenecamptus anogeissi
Olenecamptus anogeissi är en skalbaggsart som beskrevs av Gardner 1930. Olenecamptus anogeissi ingår i släktet Olenecamptus och familjen långhorningar. Inga underarter finns listade i Catalogue of Life.